# Rudolf Kaempfe
Rudolf Kaempfe (17 de abril de 1883 - 23 de diciembre de 1962) fue un general alemán durante la II Guerra Mundial que ejerció mandos a nivel de cuerpo y división.

## Biografía
Kaempfe luchó en la Primera Guerra Mundial en el frente occidental y en Serbia. 
En abril de 1937, recibió el mando de la 31.ª División de Infantería, con la que participó en la invasión de Polonia y en la batalla de Francia. En mayo de 1941, se convirtió en comandante del Höheres Kommando z.b.V. XXXV, después renombrado XXXV Cuerpo de Ejército. A principios de verano de 1941, participó con su Cuerpo en el ataque a la Rusia Central. El 1 de julio de 1941, fue promovido a general de artillería. El 19 de diciembre de 1941 fue condecorado con la Cruz Alemana en Oro. En otoño de 1942, renunció a su mando y fue transferido a la reserva (Führerreserve). 
En conexión con el intento de asesinato de Hitler el 20 de julio de 1944, fue arrestado el 21 de julio de 1944 por la Gestapo. Cuando terminó la guerra en mayo de 1945, no fue liberado, sino que fue tomado cautivo por el Ejército Rojo y deportado a la Unión Soviética. Fue liberado del cautiverio en otoño de 1949 y retornó a Alemania.